# Heteromicta alypeta
Heteromicta alypeta är en fjärilsart som beskrevs av Turner 1911. Heteromicta alypeta ingår i släktet Heteromicta och familjen mott. Inga underarter finns listade i Catalogue of Life.